# Rio Preto (bacia do rio Paraguaçu)
O rio Preto é um curso de água que banha o estado da Bahia, no Brasil. Este rio é afluente do Rio Santo Antônio integrando assim a bacia do rio Paraguaçu.
O cromotopônimo decorre da alta concentração de minerais, além do tanino das espécies vegetais em suas águas, portadoras de uma coloração escura.
A bacia do rio Preto, que drena toda a porção central do território do município de Palmeiras, tendo com principais afluentes o riacho da Lavrinha, pela margem esquerda, e o riacho Bom Jardim, pela margem direita.

## Nascentes do curso d'água
Este curso d'água é o maior a nascer na serra do Sincorá, coração do Parque Nacional da Chapada Diamantina (PNCD), unidade de conservação federal situada no interior do estado da Bahia.
Uma curiosidade é que o Rio Preto nasce a 1700 m de altitude e forma uma grande "piscina" a 1400 m e segue tanto no sentido  norte, em direção a Palmeiras, quanto no sentido sul, Mucugê, além do sentido leste, descendo para o Vale do Pati, sendo ele a verdadeira nascente de parte dos rios desse local.

### Riscos ambientais e incêndios florestais
As nascentes do rio Preto sofrem constantes e recorrentes ameaças de destruição por causa dos incêndios florestais que ocorrem na região. Em 2 de novembro de 2005, a imprensa nacional havia reportado que, pelo menos, 13 mil hectares do PNCD foram devastados pelo fogo, além de outros focos de incêndio dispersos pelo território da Chapada Diamantina, sendo que esses incêndios teriam até afetado a nascente do rio Preto.
Em 8 de julho de 2020, a imprensa baiana reportou que um incêndio havia atingido área próxima da nascente do Rio Preto. Este foco de incêndio somente foi controlado com a ação de voluntários residentes no Vale do Capão, a chamada "Brigada Voluntária do Vale do Capão".